# Андрей Всеволодович
Андрей Всеволодович (ум. до 1263) — княжич черниговский, князь сновский (не позднее 1259—не позднее 1263).

## Происхождение
Ещё Филарет (Гумилевский) считал Андрея младшим братом Михаила Черниговского и черниговским князем с 1246 года. Уже историки XIX века обратили внимание на то, что все предыдущие десятилетия этот возможный брат Михаила Всеволодовича не упоминался в летописях и в 1259 году должен был находиться в довольно преклонном возрасте, и считали Андрея сыном Всеволода Ярополковича.
Войтович Л. В. тем не менее считал Андрея братом Михаила, княжившим в Чернигове при его переходах в Галич (1235) и Киев (1238) и после убийства в Орде (1246). Мстислава Глебовича исследователь черниговским князем (в частности в 1235—39 гг) не считает. Тем не менее он признаёт и существование Андрея Всеволодовича сновского, сына Всеволода Ярополковича.
Келембет С. Н., считающий преемником Всеволода Ярополковича на черниговском престоле Всеволода-Семёна, допускает, что Андрей мог быть сыном одного из них.

## Биография
В 1259 году (по летописи 1261, что транслировалось многими историками)  женился на Ольге, дочери князя Василька Романовича Волынского. Скорее всего заключался союз Черниговского и Волынского княжеств против Литвы.
В 1263 году Чернигов был захвачен литовцами, но вскоре освобождён Романом Брянским, присоединившим Чернигов к своему княжеству. Андрей при этих событиях уже не упоминается. В 1288 году его вдова упомянута летописью при волынском дворе.